# لويس ألبرتو (لاعب كرة قدم برازيلي)
لويس ألبرتو (بالبرتغالية: Luís Alberto Silva dos Santos‏) (مواليد 17 نوفمبر 1983)، هو لاعب كرة قدم سابق كان يلعب كلاعب وسط.

## وصلات خارجية
- لويس ألبرتو على موقع رابطة كرة القدم اليابانية للمحترفين (اليابانية)
- لويس ألبرتو على موقع قاعدة بيانات كرة القدم.إي يو (الإنجليزية)
- لويس ألبرتو على موقع Soccerway.com (الإنجليزية)
- لويس ألبرتو على موقع عالم كرة القدم.نت (الإنجليزية)